# Karin J. Blakemore
Karin J. Blakemore (geboren 1953) ist eine amerikanische Genetikerin und befasst sich mit Gynäkologie und Geburtshilfe, Humangenetik sowie Mütter- und Fetalmedizin. Blakemores wichtigster Beitrag zur Medizin stammt aus ihrer Forschung als Mitglied eines Teams, das sich zum Ziel gesetzt hat, genetische Störungen durch die Uterus-Transplantation von Spenderzellen mit einer Maus als Tiermodell zu bekämpfen. Durch diese erste Forschung in Bezug auf die pränatale Diagnose im ersten Trimester initiierte Blakemore den Beginn der Forschung über die Uterus-Knochenmarktransplantation bei genetischen Störungen des Fötus.

## Werdegang
Karin Blakemore begann ihre Ausbildung mit dem Abschluss ihres B.A. an der University of Pennsylvania. Sie erwarb 1978 ihren Doktortitel am Medical College of Ohio in Toledo. Nach dem Medizinstudium absolvierte Blakemore ihre Assistenzzeit am New York University Medical Center mit den Schwerpunkten Geburtshilfe und Gynäkologie. Blakemore absolvierte im Anschluss ein Postdoc-Stipendium an der Yale University School of Medicine in Humangenetik und später ein weiteres Postdoc-Stipendium an der Washington University School of Medicine in St. Louis in der mütterlich-fötalen Medizin.